# 唐景崶
唐景崶（1853年—1884年），字禹卿。廣西灌陽縣人。晚清翰林。

## 生平
光緒三年（1877年）丁丑科，唐景崶高中二甲第四名進士。光绪三年五月，改翰林院庶吉士。光绪六年四月，散館后，授翰林院編修。光緒十年（1884年）英年早逝，未能盡展其能。

## 家族
兄唐景崧、唐景崇皆為同治年間進士，且入翰林。